# Ikonoklasti
Ikonoklasti su bili skupina vjernika, prvi put spomenuta u 8. stoljeću, koja se žestoko protivila štovanju ikona, jer su vjerovali da se to izričito zabranjuje u Bibliji: "Ne pravi sebi lika ni obličja bilo čega što je gore na nebu, ili dolje na zemlji, ili u vodama pod zemljom. Ne klanjaj im se niti im služi." (Izlazak, 20, 4)
Jedan od ikonoklasta je bio i car Leon II. (vladao od 717. do 741.), koji je 726. godine dao naložiti gaženje velike Kristove slike koja je visjela na carigradskim dverima. Poslije toga naredio je da se unište i sve slike Krista i ostalih svetaca po crkvama.
Vjernici u bizantnskom carstvu su se u velikoj mjeri opirali ovoj službenoj državnoj politici, a teolozi su ukazivali da je čak i u Starom zavjetu bilo propisano isticanje prikaza anđela u Šatoru sastanka i u Jeruzalemskom hramu, te su nalazili još mnoge argumente za opstanak pobožne prakse koja je bila duboko uvriježena kod kršćana. 
Uništavanje ikona trajalo je do Drugog nicejskog sabora 787. godine, kada je Crkva službeno obnovila korištenje svetih slika: izrijekom je upućeno da se slike ne smiju "obožavati", već samo "štovati". No, 813. godine ponovo je planuo problem jer je car još jednom naredio uništenje ikona. Nesuglasice oko ikona definitivno su se smirile kada je carica - regentica Teodora II. sazvala u Carigradu crkveni sabor, koji je otpustio svećenike koji su bili protivnici štovanja ikona. Povodom proglašenja odluka tog sabora (11. ožujka 842. godine) ustanovljen je "Blagdan ortodoksije" ("Praznik pravoslavlja"), kojega se danas u pravoslavnim crkvama slavi u prvoj nedjelji korizme: na taj dan se održava procesija ("hod") sa svetim ikonama.
Ikonoklazam nikada nije bio prihvaćen u Rimu niti igdje drugdje na kršćanskom zapadu; međutim su kalvinisti u 16. stoljeću prihvatili sličnu doktrinu.